# Yolande Amana Guigolo
Yolande Amana Guigolo (15 de setembro de 1997) é uma voleibolista camaronesa.

## Carreira
Yolande Amana Guigolo em 2016, representou a Seleção Camaronesa de Voleibol Feminino nos Jogos Olímpicos de Verão no Rio de Janeiro, que foi 12º colocada.